# Cắt mắt trắng
Cắt mắt trắng (danh pháp hai phần: Falco rupicoloides) là một loài chim lá thuộc chi Cắt trong họ Cắt (Falconidae). Loài này phân bố ở nam và đông châu Phi.

## Môi trường sống và phạm vi phân bố
Loài này phân bố trong các khu vực mở và khô cằn, nơi nó sống ở đồng cỏ, thảo nguyên và bán sa mạc. Nó thường được kết hợp với cây keo. Nó thích các khu vực nơi che phủ mặt đất thấp hơn 50 cm. Nó được tìm thấy từ mực nước biển lên đến 2.150 mét, đặc biệt là giữa 800 và 1800 mét.
Nó là loài khá phổ biến và rộng rãi trong các khu vực phía nam của phạm vi của nó, nhưng là khan hiếm và phân phối chắp vá về phía bắc. Các giống F. r. rupicoloides sinh sản ở Namibia, Botswana, Zimbabwe, các bộ phận của Angola, Zambia và trong phần lớn của Nam Phi ngoài từ các vùng ẩm ướt ở phía nam và phía đông. Giống F. r. arthuri được tìm thấy ở Kenya và miền bắc Tanzania, trong khi F. r. fieldi hiện diện ở Ethiopia, Eritrea, miền bắc Somalia và có thể phía bắc Kenya.
Phạm vi tổng số bao gồm khoảng 3,5 triệu km2. Dân số ổn định và có khả năng được theo thứ tự từ 100.000 đến 200.000 cặp. Hầu hết các loài chim là ít di chuyển nhưng một số du canh du cư hoặc phân tán.

## Hình ảnh

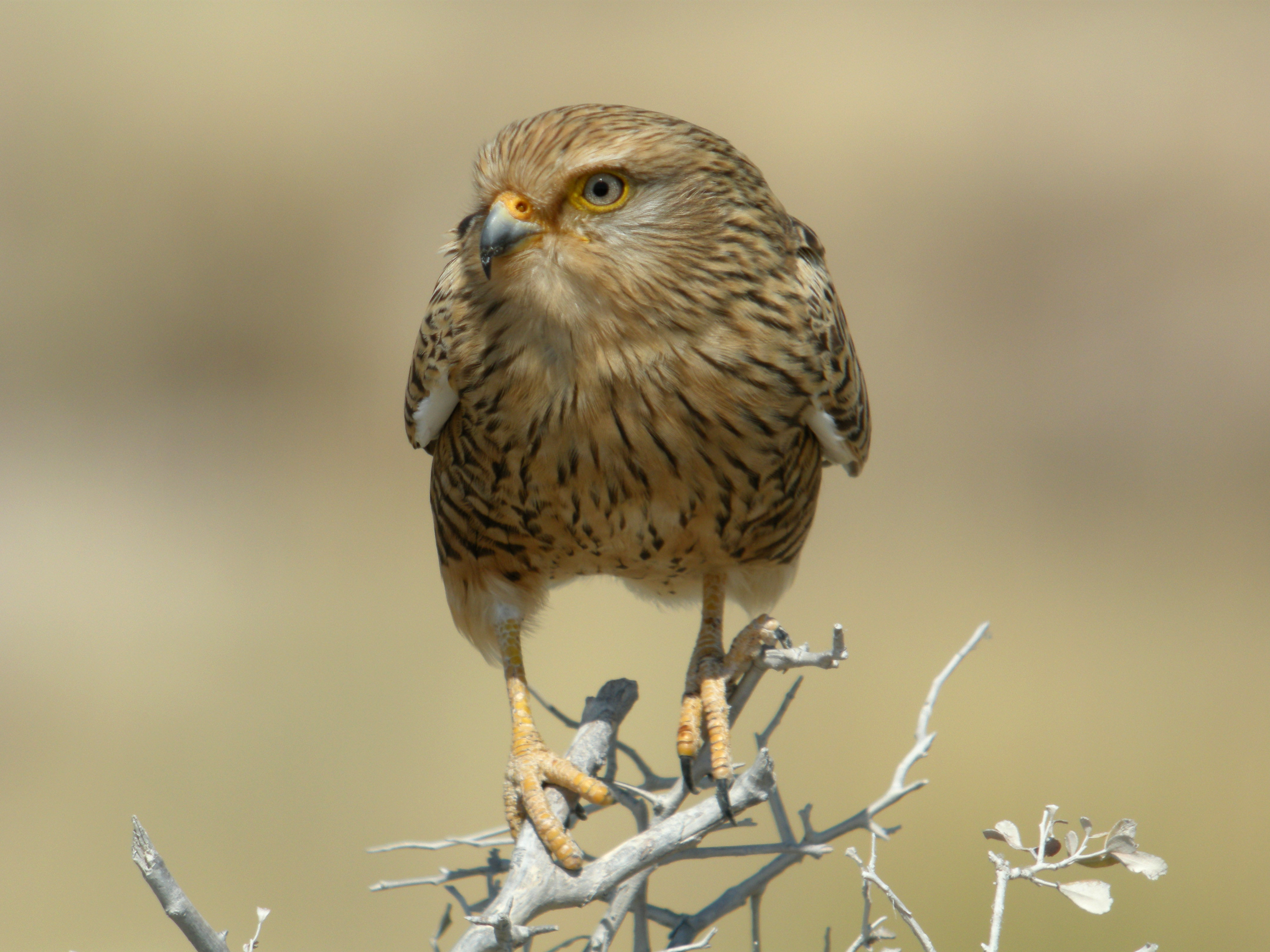
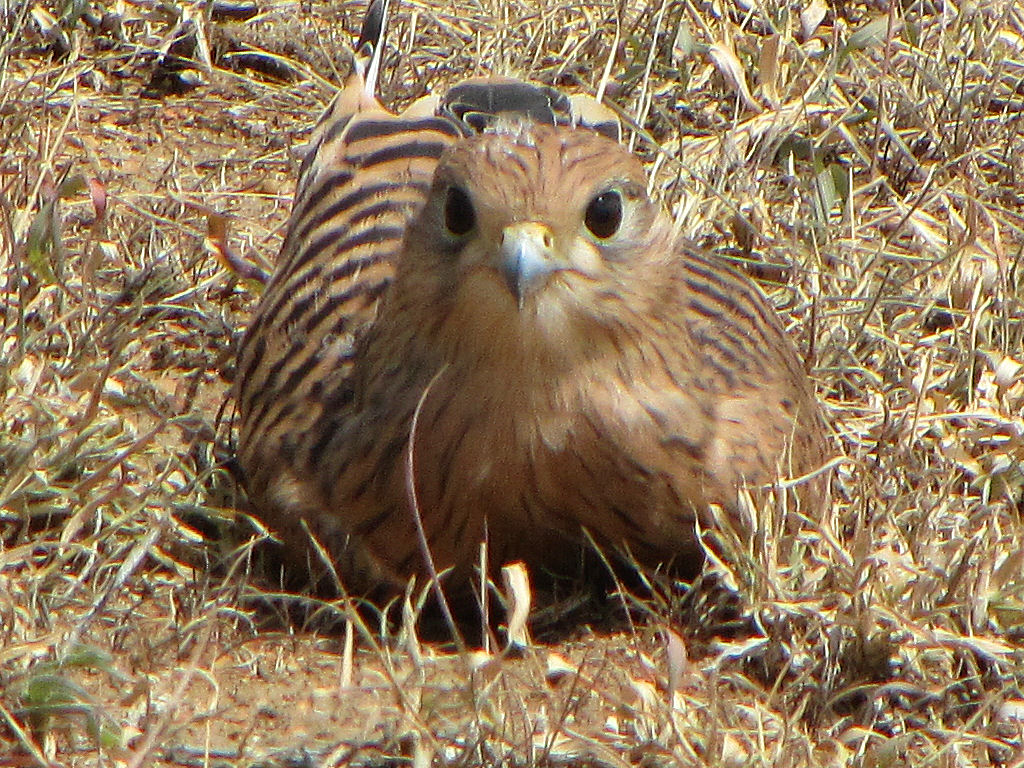